# Живая коллекция
«Живая коллекция»  — концертний відео-альбом російського панк-рок гурту «Король и Шут».

## Історія створення
Спеціально для програми «Живая коллекция» в 1998 році гурт відіграв акустичний концерт. Для акустичного концерту одного гітариста було мало. Тому другим гітаристом був запрошений Олександр «Ренегат» Леонтьєв. У той час він грав у гурті Олексія Горшеньова «Кукрыниксы». Концерт був показаний по П'ятому каналу в програмі «Живая коллекция» . Пізніше, під лейблом Media Star була випущена відеоверсія концерту. Вона включала в себе 18 пісень. Між піснями присутні вставки з інтерв'ю музикантів на різні питання щодо їхньої творчості. У 2001 році була випущена аудіоверсія альбому, що включала всі пісні, що прозвучали на концерті. Обкладинка відео та аудіо альбому не відрізняються. Навіть список пісень на обкладинках однаковий (хоча в аудіоверсії пісень більше, ніж на відео).

## Список композицій (DVD 1998 року)
| #   | Назва                     | Тривалість |
| --- | ------------------------- | ---------- |
| 1.  | «Король и шут»            | 2:37       |
| 2.  | «Проказник скоморох»      | 1:42       |
| 3.  | «Садовник»                | 2:55       |
| 4.  | «Внезапная голова»        | 2:18       |
| 5.  | «Охотник»                 | 2:24       |
| 6.  | «Шар голубой»             | 1:17       |
| 7.  | «Отец и маски»            | 2:49       |
| 8.  | «Сапоги мертвеца»         | 2:22       |
| 9.  | «Камнем по голове»        | 2:20       |
| 10. | «Холодное тело»           | 2:37       |
| 11. | «Дурак и молния»          | 2:02       |
| 12. | «Два вора и монета»       | 2:11       |
| 13. | «От женщин кругом голова» | 1:16       |
| 14. | «Леший обиделся»          | 2:25       |
| 15. | «Любовь и пропеллер»      | 2:42       |
| 16. | «Мотоцикл»                | 2:39       |
| 17. | «Помоги мне!»             | 2:27       |
| 18. | «Yellow submarine»        | 2:07       |

## Список композицій (CD 2001 року)
| #   | Назва                     | Тривалість |
| --- | ------------------------- | ---------- |
| 1.  | «Король и шут»            | 2:37       |
| 2.  | «Проказник скоморох»      | 1:42       |
| 3.  | «Садовник»                | 2:55       |
| 4.  | «Злодей и шапка»          | 2:09       |
| 5.  | «Весёлые тролли»          | 3:04       |
| 6.  | «Внезапная голова»        | 2:18       |
| 7.  | «Охотник»                 | 2:24       |
| 8.  | «Шар голубой»             | 1:17       |
| 9.  | «Рыбак»                   | 1:42       |
| 10. | «Отец и маски»            | 2:49       |
| 11. | «Два друга и разбойники»  | 2:13       |
| 12. | «Сапоги мертвеца»         | 2:22       |
| 13. | «Камнем по голове»        | 2:20       |
| 14. | «Блуждают тени»           | 2:05       |
| 15. | «Холодное тело»           | 2:37       |
| 16. | «Дурак и молния»          | 2:02       |
| 17. | «Два вора и монета»       | 2:11       |
| 18. | «От женщин кругом голова» | 1:16       |
| 19. | «Леший обиделся»          | 2:25       |
| 20. | «Любовь и пропеллер»      | 2:42       |
| 21. | «Мотоцикл»                | 2:39       |
| 22. | «Помоги мне!»             | 2:25       |
| 23. | «Yellow submarine»        | 2:07       |

## Музиканти
- Михайло Горшеньов (Горшок) — вокал.
- Андрій Князєв (Князь) — вокал.
- Олександр Балунов (Балу) — бас-гітара, бек-вокал.
- Яків Цвіркунов (Яша) — соло-гітара, бэк-вокал.
- Олександр Леонтьєв (Ренегат) — ритм-гітара, бек-вокал.
- Олександр Щиголєв (Поручик) — ударні| - п - о - р Король и Шут                                                                                                                                                                                                                                                                             | - п - о - р Король и Шут                                                                                                                                                                                                                                                                                                                               |
| --- | --- |
| Олександр Щигольов · Яків Цвіркунов · Олександр Леонтьєв · Павло Сажинов · Олександр Куликов Михайло Горшеньов† · Андрій Князєв · Олександр Балунов · Дмитро Рішко · Сергій Захаров · Шурік Васільєв · Дмитро Рябченко · Дмитро Кандауров · Григорій Кузьмін · Олексій Горшеньов · Марія Нефьодова · | |
| Студійні альбом | Камнем по голове (1996) · Король и Шут (Будь как дома, Путник...) (1997) · Акустический альбом (1998) · Герои и злодеи (2000) · Как в старой сказке (2001) · Жаль, нет ружья! (2002) · Бунт на корабле (2004) · Продавец кошмаров (2006) · Тень клоуна (2008) · Театр демона (2010) · TODD. Акт 1. Праздник крови (2011) · TODD. Акт 2. На Краю (2012) |
| Концертні альбоми | Живая коллекция (1998) · Ели мясо мужики (1999) · Мёртвый анархист(2003) · Концерт в Олимпийском (2004) · На краю. Live (2014) |
| Концертні відео | Праздник скоморох (1997) · Концерт на Манежной площади (1998) · Live in Kiev (2000) · Тень клоуна (2011) |
| Збірки | Собрание (2001) · Страшные сказки (2007) |
| Раритети | Ранние записи (1989) · Ересь (1990) · Первое электричество (1991) · Второе электричество (1992) · Истинный убийца (1993) · Будь как дома, путник... (1994) |
| Сольні альбоми | Я Алкоголик Анархист (2005) · Любовь Негодяя (2005) · Песни о любви и дружбе (2017) |
| Інше | Серіал · TODD (рок-опера) |
| Пов'язані виконавці | КняZz · Северный Флот · Кукрыниксы · Горшенёв · Рок-группа · Бригадный подряд |